# B Liga Nogometnog saveza područja Bjelovar 1975./76.
B Liga Nogometnog saveza područja Bjelovar je bila liga šestog stupnja nogometnog prvenstva Jugoslavije u sezoni 1975./76.  
 
Igrana je u tri skupine: "Istok" (12 klubova, prvak "Partizan" iz Draganeca), "Sjever" (9 klubova) i "Zapad". 

## Istok
Također i kao B liga NSP Bjelovar – skupina Bjelovar – Garešnica
Ljestvica
| mj. | klub                    | ut. | pob. | ner. | por. | gol+ | gol- | bod |
| --- | ----------------------- | --- | ---- | ---- | ---- | ---- | ---- | --- |
| 1.  | Partizan Draganec       | 21  | 14   | 2    | 5    | 58   | 32   | 30  |
| 2.  | Sloga Bjelovar          | 22  | 12   | 4    | 6    | 63   | 41   | 28  |
| 3.  | Slavija Severin         | 21  | 11   | 5    | 5    | 59   | 43   | 27  |
| 4.  | BSK Brezovac            | 22  | 10   | 6    | 6    | 54   | 34   | 25  |
| 5.  | Ilova Tomašica          | 20  | 9    | 6    | 5    | 54   | 47   | 24  |
| 6.  | Mladost Hrastovac       | 21  | 9    | 6    | 6    | 53   | 50   | 23  |
| 7.  | Partizan Rovišće        | 22  | 8    | 5    | 9    | 51   | 48   | 21  |
| 8.  | Lasta Palešnik          | 21  | 8    | 4    | 9    | 55   | 51   | 20  |
| 9.  | Radnički Veliko Vukovje | 20  | 7    | 3    | 10   | 45   | 47   | 17  |
| 10. | Mladost Nova Ploščica   | 22  | 5    | 7    | 10   | 38   | 61   | 17  |
| 11. | Junak Veliki Pašijan    | 20  | 5    | 5    | 10   | 35   | 59   | 14  |
| 12. | Omladinac Podgorci      | 20  | 1    | 1    | 18   | 37   | 89   | 3   |

- ljestvica bez rezultata 6 utakmica
- Draganec – tadašnji naziv za Gornji Draganec

Rezultatska križaljka
| kratica | klub                    | BSK | ILO | JUN | LAS | MLAH | MLANP | OML | PARD | PARR | RAD | SLA | SLO |
| --- | ----------------------- | --- | --- | --- | --- | ---- | ----- | --- | ---- | ---- | --- | --- | --- |
| BSK | BSK Brezovac            |     |     |     |     |      |       |     |      |      |     |     |     |
| ILO | Ilova Tomašica          |     |     |     |     |      |       |     |      |      |     |     |     |
| JUN | Junak Veliki Pašijan    |     |     |     |     |      |       |     |      |      |     |     |     |
| LAS | Lasta Palešnik          |     |     |     |     |      |       |     |      |      |     |     |     |
| MLAH | Mladost Hrastovac       |     |     |     |     |      |       |     |      |      |     |     |     |
| MLANP | Mladost Nova Ploščica   |     |     |     |     |      |       |     |      |      |     |     |     |
| OML | Omladinac Podgorci      |     |     |     |     |      |       |     |      |      |     |     |     |
| PARD | Partizan Draganec       |     |     |     |     |      |       |     |      |      |     |     |     |
| PARR | Partizan Rovišće        |     |     |     |     |      |       |     |      |      |     |     |     |
| RAD | Radnički Veliko Vukovje |     |     |     |     |      |       |     |      |      |     |     |     |
| SLA | Slavija Severin         |     |     |     |     |      |       |     |      |      |     |     |     |
| SLO | Sloga Bjelovar          |     |     |     |     |      |       |     |      |      |     |     |     |
| |                         |     |     |     |     |      |       |     |      |      |     |     |     |
| podebljan rezultat - utakmice od 1. do 11. kola (1. utakmica između klubova) rezultat normalne debljine - utakmice od 12. do 22. kola (2. utakmica između klubova) rezultat nakošen - nije vidljiv redoslijed odigravanja međusobnih utakmica iz dostupnih izvora rezultat smanjen * - iz dostupnih izvora nije uočljiv domaćin susreta prekrižen rezultat - poništena ili brisana utakmica p - utakmica prekinuta 3:0 p.f. / 0:3 p.f. - rezultat 3:0 bez borbe n.i. - nije igrano |                         |     |     |     |     |      |       |     |      |      |     |     |     |

 Izvori:

## Sjever
Također i kao B liga NSP Bjelovar – skupina Đurđevac
Sudionici
- Borac Ferdinandovac
- Croatia Grabrovnica
- Drava Podrvske Sesvete
- Mladost Molve
- Mladost Stari Gradec
- Podravec Virje
- Polet Čepelovac
- Prekodravac Ždala
- Vilim Galjer Prugovac

## Unutrašnje poveznice
- A Liga NSP Bjelovar 1975./76.